# Mtskheta (municipalité)
La municipalité de Mtskheta (en géorgien : მცხეთის მუნიციპალიტეტი) est un district de la région Mtskheta-Mtianetie, en Géorgie, dont la ville principale est Mtskheta.
Il compte 47 800 habitants au 1er janvier 2016 selon l'Office national des statistiques de Géorgie.    